# Robert Thomas Sanderson
Robert Thomas Sanderson (* 1912; † 1989) war ein US-amerikanischer  Chemiker (Anorganische Chemie, Elektronegativität und Theorie Chemischer Bindung).
Sanderson studierte an der Yale University mit dem Bachelor-Abschluss 1934 und promovierte 1939 an der University of Chicago über Chemie von Bor. Danach war er in den Forschungslaboratorien von Texaco. Er war Professor an der Arizona State University in Tempe.
1951 schlug er das Konzept der Angleichung der Elektronegativität (definiert nach Mulliken) von zwei Atomen in Verbindungen vor. Sanderson wandte dieses Konzept auf die Berechnung von Eigenschaften polarer kovalenter Bindungen an wie Zuweisung von Teilladungen an die Partner der Bindung und Ionenradien in Molekülen und Festkörpern. Sanderson führte auch eine eigene Elektronegativitätsskala ein.
Von ihm stammen mehrere Lehrbücher und Monographien. Er hatte auch eine eigene Firma zum Beispiel für Poster mit Sicherheitsinformationen für Labore.
Meist wird er R. T. Sanderson zitiert.

## Schriften
Bücher:
- Vacuum Manipulation of Volatile Compounds, Wiley 1949
- Chemical Periodicity, Reinhold 1960
- Inorganic Chemistry, Reinhold 1967
- Chemical Bonds and Bond Energy, Academic Press 1970
- Polar Covalence, Academic Press 1983
- Simple Inorganic Substances, Krieger 1989

Einige Aufsätze:
- Models for demonstrating electronegativity and „partial charg“e, Journal of Chemical Education, Band 36, 1959, Heft 10
- Chemical principles revisited: Principles of electronegativity, 2 Teile, Journal of Chemical Education, Band 65, 1988, S. 112–118, 227–231.
- Electronegativity and Bond Energy, Journal of the American Chemical Society, Band  105, 1983, S. 2259–2261
- Electronegativity and bonding of transitional elements, Inorganic Chemistry, Band 25, 1986, Heft 19
- The inert-pair effect on electronegativity, Inorganic Chemistry, Band 25, 1986, Heft 11